# Machilis lindbergi
Machilis lindbergi is een rotsspringersoort uit de familie van de Machilidae. De wetenschappelijke naam van de soort is voor het eerst geldig gepubliceerd in 1959 door Wygodzinsky.